# Polydora tetrabranchia
Polydora tetrabranchia är en ringmaskart som beskrevs av Hartman 1945. Polydora tetrabranchia ingår i släktet Polydora och familjen Spionidae. Inga underarter finns listade i Catalogue of Life.